# 張培善石
張培善石（英語：Zhangpeishanite），是主要為鹵化鋇的天然礦物。首次發現於中國內蒙古白雲鄂博東礦床。該礦物是於螢石型稀土鐵礦石帶中的深紫色螢石中所發現，該螢石中有小顆、帶狀分佈的微細結晶的重晶石。該重晶石發現有兩種鋇礦石，一為鋇白雲石（BaMgCO3），一為從未見文獻記載的鹵化鋇礦物。經鑒定後發現為新礦物，為紀念對白雲鄂博礦物研究有貢獻的礦物學家、中國科學院的張培善教授而命名張培善石。
2007年2月經國際礦物學協會的新礦物、命名和分類委員會投票通過，批准為新礦物。二十一世紀以來該礦區還有楊主明雲母、何作霖礦、氟四面体铁金云母和氟木下云母等新礦物發現，其中楊主明、何作霖皆為白雲鄂博礦區的稀土礦物研究者。
礦石樣本分別藏在日本東京國立科學博物館（NSM-MF14696）和中國科學院地質與地球物理研究所（KDX013）。